# 生活彩家
生活彩家（せいかつさいか）とはポプラが運営するコンビニエンスストア。かつては髙島屋の100％出資子会社であるハイ・リテイル・システム（1990年2月設立、本部は東京都中央区）が展開していたコンビニエンスストアである。

## 概要
- ハイリテイルシステムが運営していた生活彩家は東京・神奈川・埼玉の一都二県で44店舗を展開していた[2]。
- 買収前は高額な飲食料品の品ぞろえを強化し、ほかのコンビニとの差別化を図り[2]輸入食品や雑誌、有名ブランドのシャツやネクタイ、貴金属、鮮魚などを販売していた[3]。
- 場所によっては、病院などの売店として店舗が存在する場合もある。売っているものはポプラとあまり変わらない。
- 1992年4月に5店舗[4]、1993年に10店舗、1994年に20店舗、1997年に40店舗運営していた。

## 歴史
- 年月日不明 - 生活彩家の実験店を東京・六本木や渋谷区で運営していた[3]。
- 1991年10月25日 - 東京都千代田区一番町に1号店及び旗艦店となる生活彩家一番町本店を開店[3]。
- 1992年6月15日 - 東京都千代田区大手町に直営店となる生活彩家KDD大手町店を開店[5]。
- 1993年4月 - フランチャイズ1号店となる生活彩家銀座店を東京都銀座8丁目に開店[6]。
- 同年6月11日 - 東京日産自動車港支店内にFCとして生活彩家を併設したディーラーを初開店[7]。
- 同年7月中旬 - 5社目となる安田不動産とFC契約を結び、8月末に11店舗目を東京都神田錦町に開店[8]。
- 同年12月1日 - 初の都外店舗として横浜市神奈川区に12店舗目となる生活彩家をFCで開店[9]。
- 1998年 - ポプラが生活彩家を買収し、生活彩家はポプラグループのコンビニエンスストアとなった[2]。
- 年月日不明 - その後は、店舖を増やし、北陸に進出。
- 年月日不明 - 高速道路のSA、PAのみ展開するハイウェイ彩家などを展開開始。
- 2020年9月10日 - ポプラとローソンが共同事業契約を締結。生活彩家を含むポプラ傘下460店舗のうち、140店舗をローソンまたはローソン・ポプラに転換することを発表[10]。
- 2021年 - ポプラ、生活彩家が北陸から撤退。
- 2024年5月現在生活彩家は110店、ハイウェイ彩家は全店閉店済みである[11]。